# Norwegische Badmintonmeisterschaft 2019
Die Norwegische Badmintonmeisterschaft 2019 fand vom 1. bis zum 3. Februar 2019 in Moss statt.

## Sieger und Platzierte
| Disziplin    | Gold                                        | Silber                                         | Bronze                               |
| ------------ | ------------------------------------------- | ---------------------------------------------- | ------------------------------------ |
| Herreneinzel | Marius Myhre                                | Peter Rønn Stensæth                            | Markus Barth                         |
| Herreneinzel | Marius Myhre                                | Peter Rønn Stensæth                            | Vegard Rikheim                       |
| Dameneinzel  | Emilie Sotnes Hamang                        | Sofia Louis Macsali                            | Emma Wåland                          |
| Dameneinzel  | Emilie Sotnes Hamang                        | Sofia Louis Macsali                            | Vera Botcharova Ellingsen            |
| Herrendoppel | Carl Christian Mork Sturla Flåten           | Magnus Christensen Vegard Rikheim              | Mattias Xu Mads Marum                |
| Herrendoppel | Carl Christian Mork Sturla Flåten           | Magnus Christensen Vegard Rikheim              | Torjus Flåtten Peter Rønn Stensæth   |
| Damendoppel  | Sofia Louis Macsali Emilia Petersen Norberg | Solvår S. Flåten Jørgensen Natalie Syvertsen   | Aimee Hong Elisa Wiborg              |
| Damendoppel  | Sofia Louis Macsali Emilia Petersen Norberg | Solvår S. Flåten Jørgensen Natalie Syvertsen   | Marlene Wåland Marie Wåland          |
| Mixed        | Marius Myhre Aimee Hong                     | Carl Christian Mork Solvår S. Flåten Jørgensen | Mads Marum Vilde Espeseth            |
| Mixed        | Marius Myhre Aimee Hong                     | Carl Christian Mork Solvår S. Flåten Jørgensen | Magnus Christensen Natalie Syvertsen |